# Jan Piłsudski

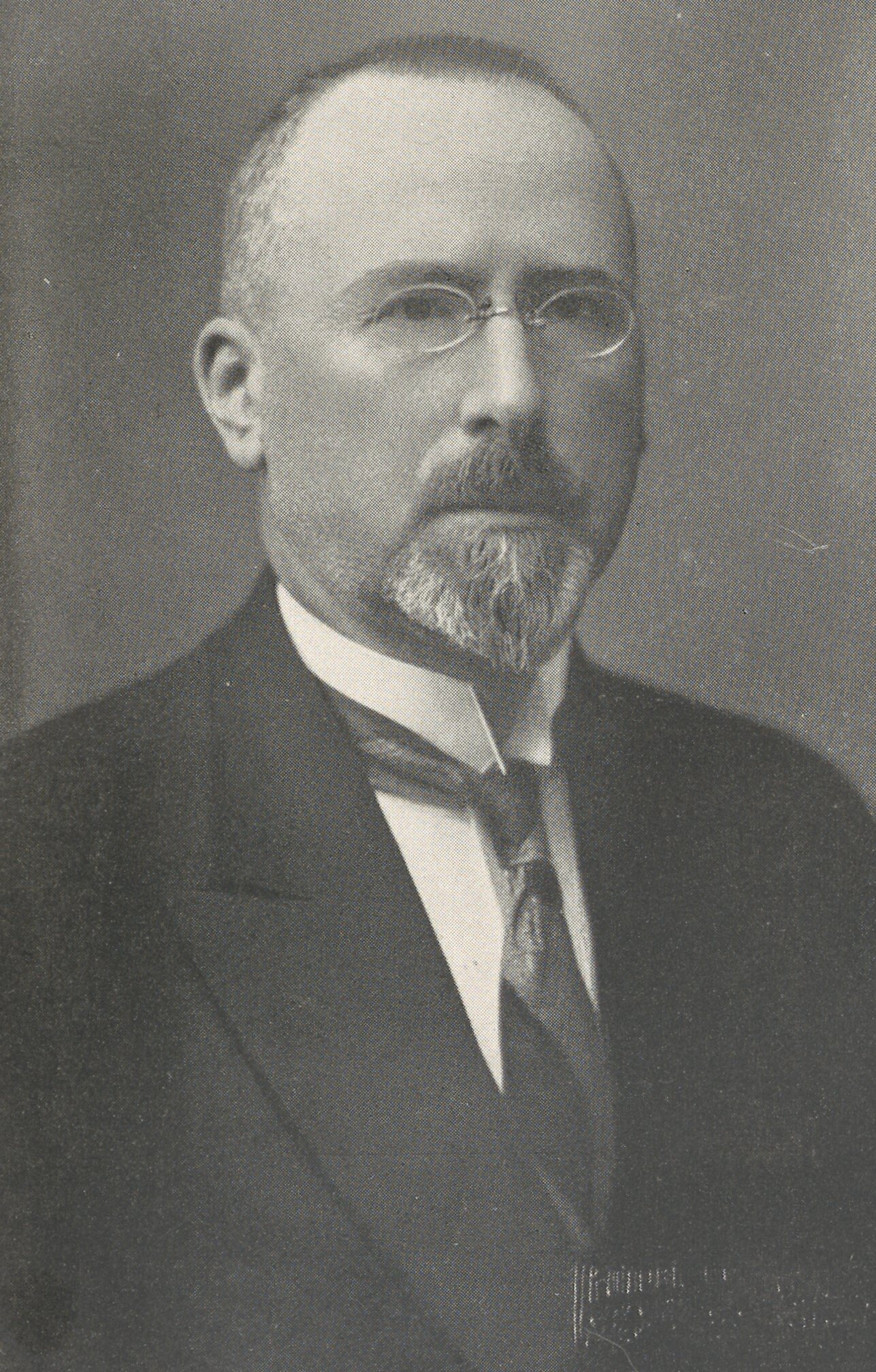
Jan Piłsudski.

Jan Piłsudski, född 15 januari 1876 i Vilnius, död 21 december 1950 i Penley, Wrexham, var en polsk jurist och politiker. Han var bror till Józef Piłsudski.
Jan Piłsudski var ursprungligen advokat, därefter domstolsjurist, från 1930 vice åklagare vid Polens högsta domstol. Han var från 1928 ledamot av sejmen och var 1931–1932 finansminister i Aleksander Prystors regering.